# فریدریک ثور فریدریکسون
فریدریک ثور فریدریکسون (ایسلندی: Friðrik Þór Friðriksson؛ زادهٔ ۱۲ مهٔ ۱۹۵۴) یک کارگردان، فیلم‌نامه‌نویس، تهیه‌کننده، و هنرپیشه اهل ایسلند است. 
از فیلم‌ها یا برنامه‌های تلویزیونی که وی در آن نقش داشته است، می‌توان به رئیس همه اشاره کرد.